# Uitwierde
Uitwierde est un village qui fait partie de la commune de Delfzijl dans la province néerlandaise de Groningue, sur l'Ems, au nord-ouest de la ville de Delfzijl, dont le village touche désormais les récents quartier.

## Histoire
Tel que son nom (-wierde) l'indique, le village est construit sur un terp. L'église médiévale a été fortement endommagée lors du Siège de Delfzijl (1813-1814), au point qu'elle devait être démolie au début du XIXe siècle. Le village aussi a souffert de ce siège : le 5 février 1814, les Français l'ont incendié. En 1840, le village comptait 34 maisons et 214 habitants.
L'église actuelle date de 1853. De l'ancien édifice ne subsiste que la tour du XIIIe siècle.